# Långvinds kapell
Långvinds kapell ligger i samhället Långvinds bruk i Hudiksvalls kommun. Kapellet ligger inom Enånger-Njutångers församling i Uppsala stift. Sedan 1976 förvaltas kapellet av Långvinds kapellförening.

## Kapellet
Kapellet uppfördes under början av 1800-talet och var färdigt senast år 1803. Innan dess fanns förmodligen en kyrksal i gamla Långvinds herrgård som ryssarna brände ned 1721. Skriftlig dokumentation nämner att ryssarna brände ned en klockstapel 1721.
Full kyrklig status fick kapellet 17 oktober 1849 då domkapitlet tillät nattvardsfirande där under vilken tid som helst på året.
1890 upphörde Långvinds bruk med järnbruk och 1958 med jordbruk. Tillsammans med eftersatt underhåll blev brukskapellets framtid oviss. Varken Uppsala stift eller Riksantikvarieämbetet ville ta över byggnaden. Brukets ägare tog då initiativ till att avskilja kapellet med tomtmark och bilda en stiftelse. Kapellstiftelsen bildades 18 september 1976 och året därpå genomgick kapellet en omfattande upprustning.
På kyrkbacken utanför kapellets ingång är en stor järntriangel upphängd. Triangeln köptes in 1856 från Nianfors kyrka. När man kallar till gudstjänst slår man på triangeln med en stor träklubba.

## Inventarier
- Altartavlan är en oljemålning av David Wallin. Altartavlan skildrar "Jesus välsignar barnen".
- Ett dopställ av trä har en dopskål av tenn.

## Bilder

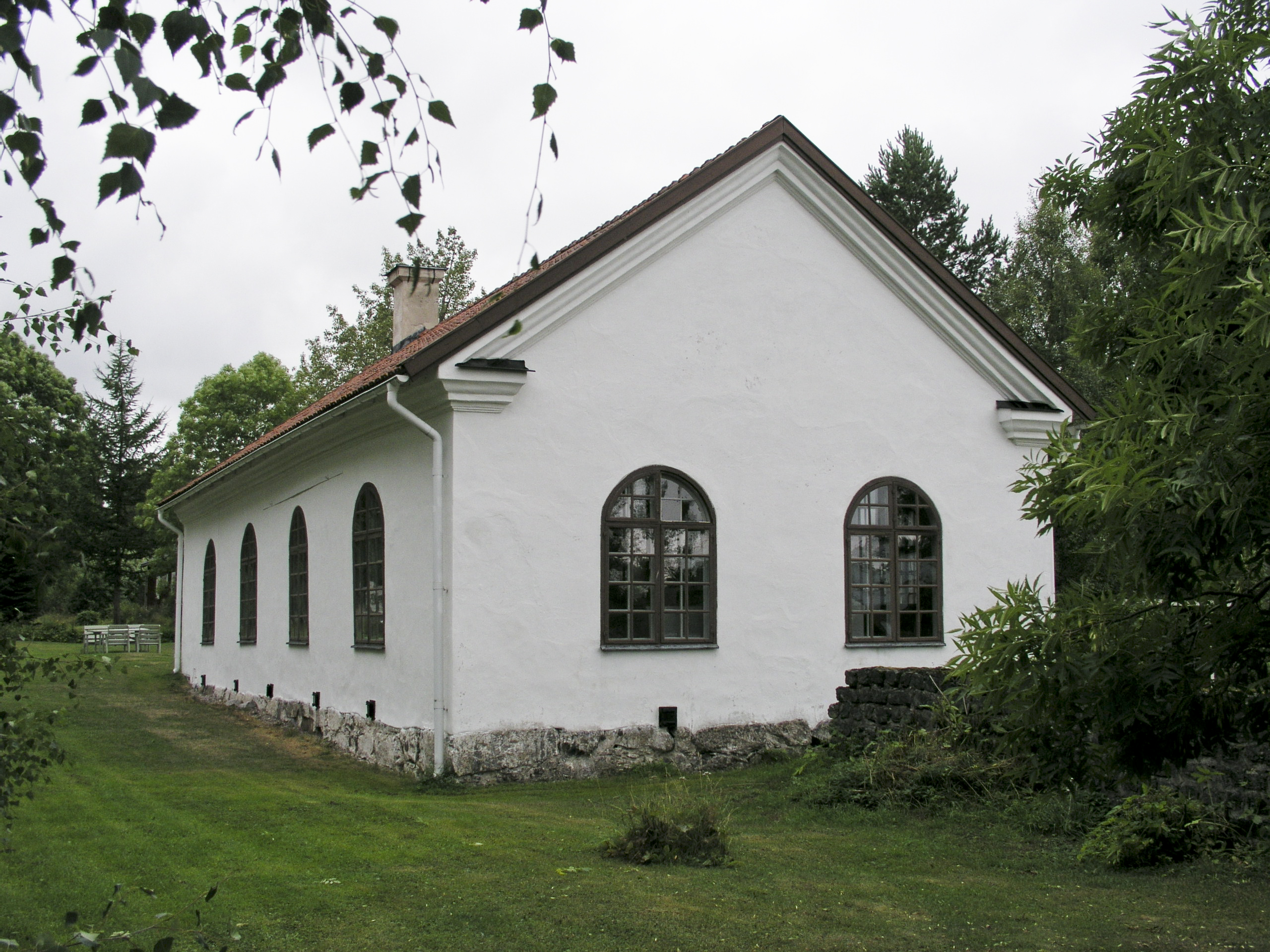
Långvids kapell.
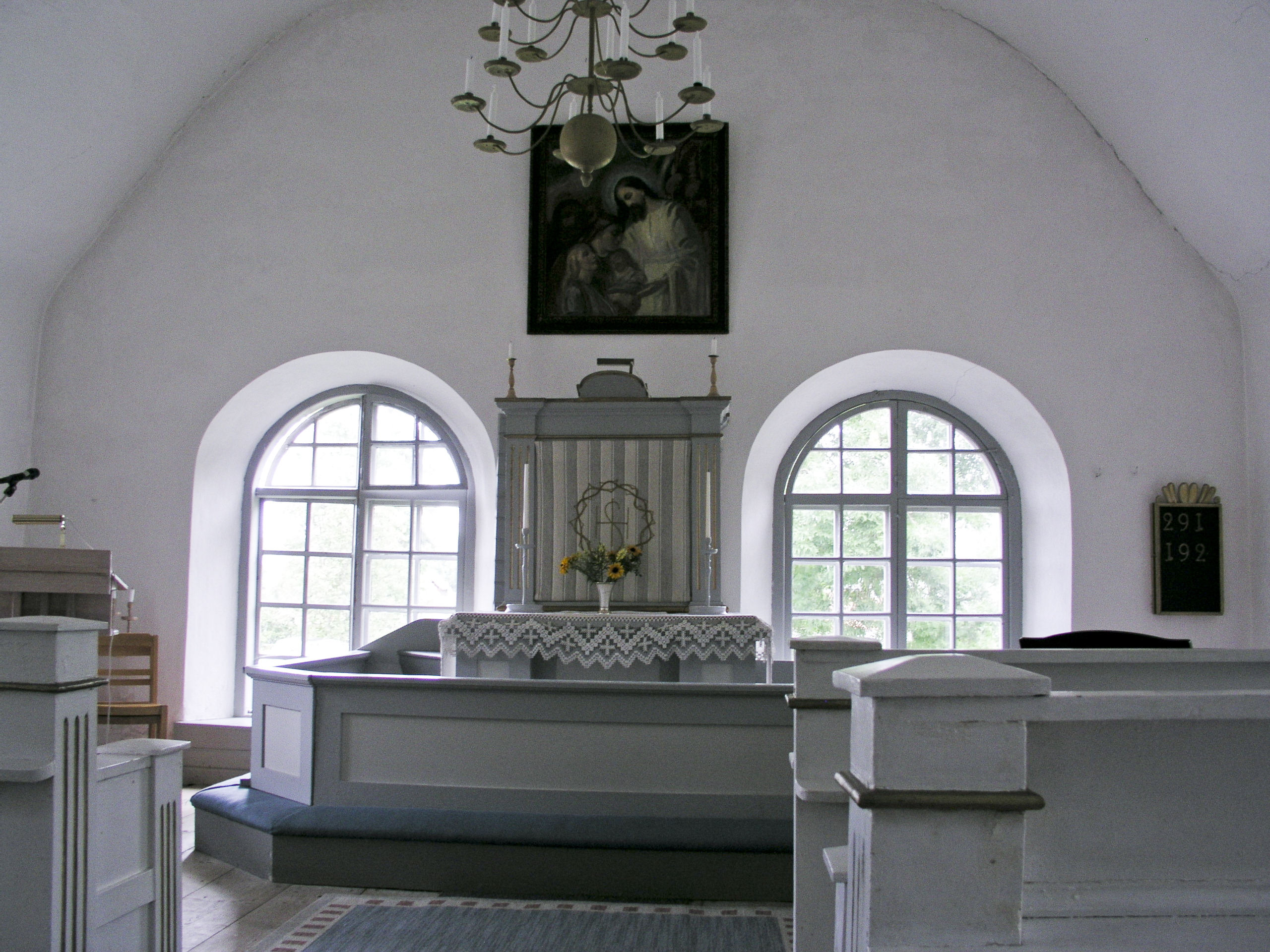
Altaret med altartavlan, som är en oljemålning av David Wallin. Altartavlan skildrar "Jesus välsignar barnen".
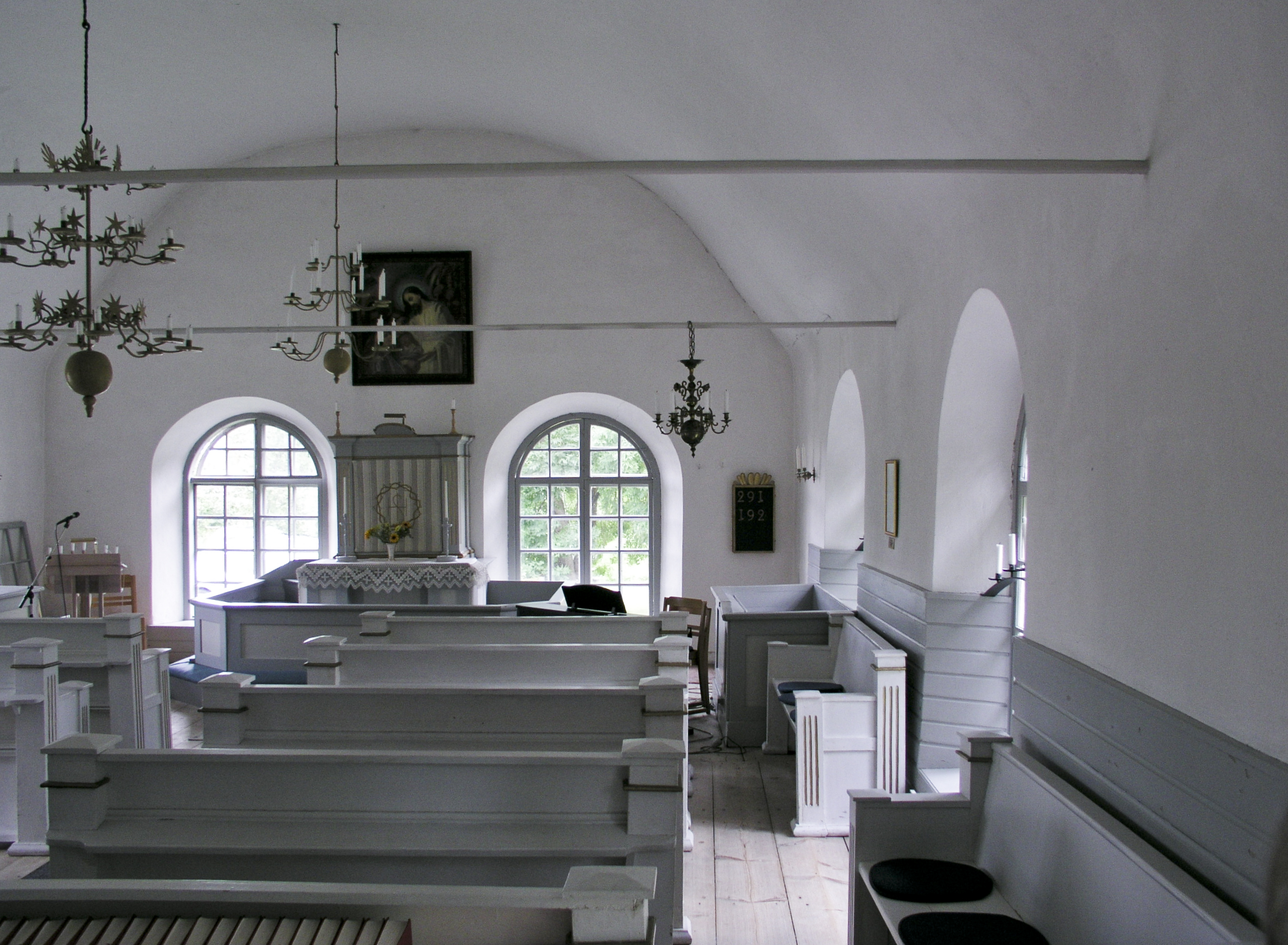
Altaret med altartavlan och kyrkbänkarna.
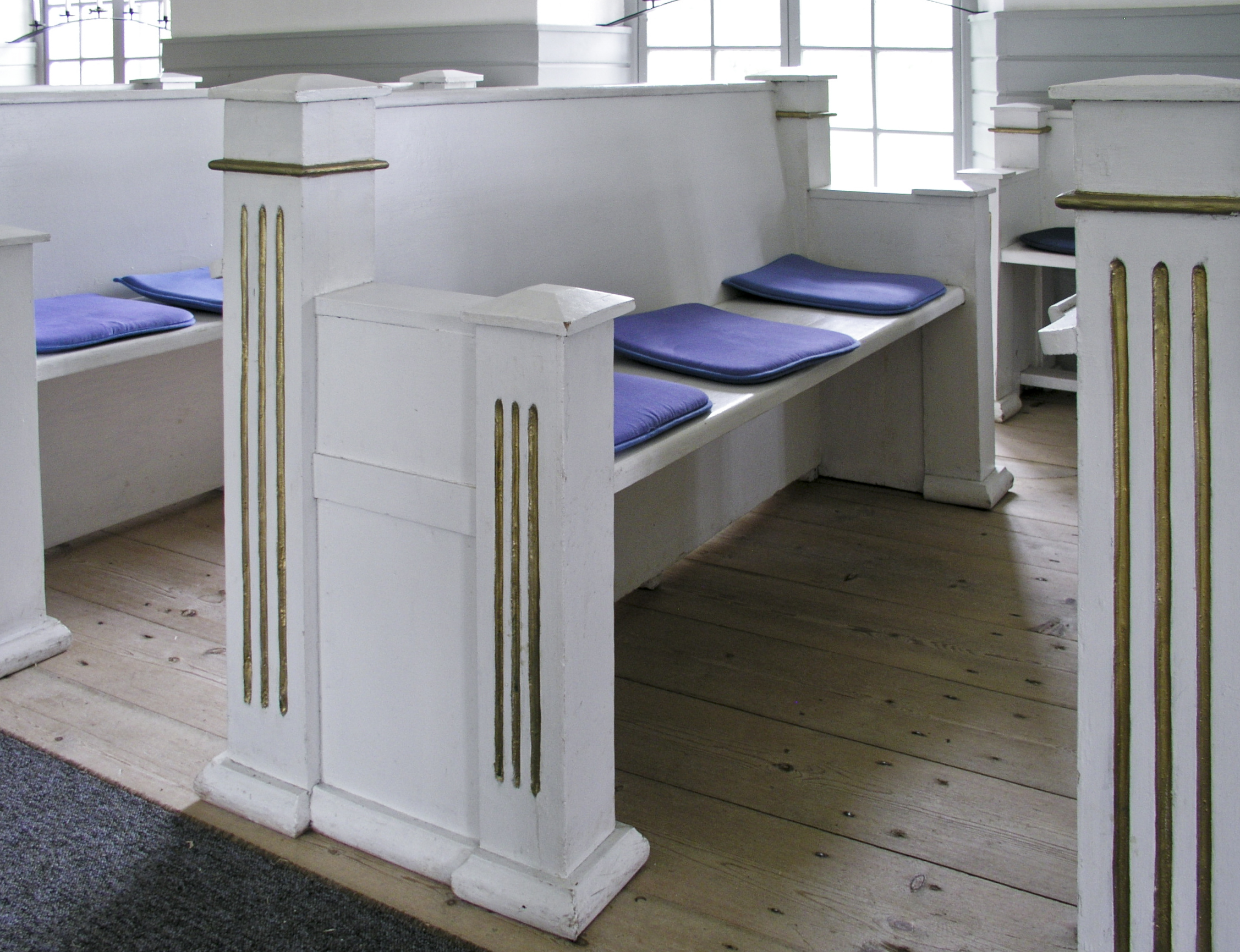
Kyrkbänkar.